# Подо-Калинівська сільська рада
Подо-Кали́нівська сільська́ ра́да — адміністративно-територіальна одиниця та орган місцевого самоврядування в Олешківському районі Херсонської області. Адміністративний центр — село Подо-Калинівка.

## Загальні відомості
- Територія ради: 115,508 км²
- Населення ради: 2 428 осіб (станом на 2001 рік)

## Населені пункти
Сільській раді підпорядковані населені пункти:
- с. Подо-Калинівка
- с. Стара Маячка

## Склад ради
Рада складається з 16 депутатів та голови.
- Голова ради: Рибак Олег Іванович
- Секретар ради: Шапошнік Любов Миколаївна

### Керівний склад попередніх скликань
| Прізвище, ім'я, по батькові | Основні відомості                                                 | Дата обрання | Дата звільнення |
| --------------------------- | ----------------------------------------------------------------- | ------------ | --------------- |
| Шургай Сергій Миколайович   | 1963 року народження, освіта вища, безпартійний                   | 26.03.2006   | 31.10.2010      |
| Шургай Сергій Миколайович   | 1963 року народження, освіта вища, безпартійний                   | 31.10.2010   | 02.11.2015      |
| Рибак Олег Іванович         | Сільський голова, 1973 року народження, освіта вища, безпартійний | 02.11.2015   |                 |

Примітка: таблиця складена за даними сайту Верховної Ради України

### Депутати
За результатами місцевих виборів 2010 року депутатами ради стали:

#### За суб'єктами висування
| Суб'єкт висування | Кількість обраних депутатів | %    |
| ----------------- | --------------------------- | ---- |
| Партія регіонів   | 7                           | 43,8 |
| Самовисування     | 7                           | 43,8 |
| Єдиний Центр      | 2                           | 12,5 |

#### За округами
| № округу        | Прізвище, ім'я, по батькові    | Дата визнання обраним | Освіта             | Партійна приналежність                        | Відомості про обраного депутата                                                     |
| --------------- | ------------------------------ | --------------------- | ------------------ | --------------------------------------------- | ----------------------------------------------------------------------------------- |
| Єдиний Центр    |                                |                       |                    |                                               |                                                                                     |
| 9               | Таран Світлана Яківна          | 04.11.2010            | середня            | член Єдиного Центру                           | тимчасово не працює                                                                 |
| 15              | Гузенко Юрій Володимирович     | 04.11.2010            | середня спеціальна | позапартійний                                 | Подо-Калинівська сільська рада, громадський помічник дільничного інспектора міліції |
| Партія регіонів |                                |                       |                    |                                               |                                                                                     |
| 2               | Шапошнік Любов Миколаївна      | 04.11.2010            | вища               | член Партії регіонів                          | Подо-Калинівська сільська рада, секретар ради і виконкому                           |
| 4               | Ніколаєнко Микола Сергійович   | 04.11.2010            | вища               | член Партії регіонів                          | Подо-Калинівська сільська рада, громадський помічник дільничного інспектора міліції |
| 5               | Кузнецов Віктор Васильович     | 04.11.2010            | вища               | член Партії регіонів                          | тимчасово не працює                                                                 |
| 6               | Шахов Володимир Мифодійович    | 04.11.2010            | середня спеціальна | член Партії регіонів                          | пенсіонер                                                                           |
| 7               | Шикула Віктор Павлович         | 04.11.2010            | вища               | член Партії регіонів                          | Ветеринарна медицина, ветеринарний фельдшер                                         |
| 10              | Яркова Олена Петрівна          | 17.11.2010            | середня            | член Партії регіонів                          | тимчасово не працює                                                                 |
| 13              | Кузнєцова Марія Ул'янівна      | 04.11.2010            | середня спеціальна | член Партії регіонів                          | Старо-Маячківський сільський клуб, завідувач                                        |
| Самовисування   |                                |                       |                    |                                               |                                                                                     |
| 1               | Юдін Сергій Михайлович         | 04.11.2010            | вища               | позапартійний                                 | Цюрупинська ДЮСШа «Золота нива», тренар-викладач                                    |
| 3               | Ніколаєнко Сергій Миколайович  | 04.11.2010            | середня            | позапартійний                                 | Подо-Калинівський ясла-садок, охоронник                                             |
| 8               | Шахов Юрій Володимирович       | 04.11.2010            | середня спеціальна | позапартійний                                 | тимчасово не працює                                                                 |
| 11              | Василенко Олександр Вікторович | 04.11.2010            | середня            | позапартійний                                 | тимчасово не працює                                                                 |
| 12              | Локотош Галина Олександрівна   | 04.11.2010            | середня            | член Всеукраїнського об'єднання «Батьківщина» | тимчасово не працює                                                                 |
| 14              | Пунгін Віктор Олександрович    | 04.11.2010            | вища               | позапартійний                                 | фермерське господарство «Восход», голова                                            |
| 16              | Кузнецов Владислав Акимович    | 04.11.2010            | середня            | позапартійний                                 | тимчасово не працює                                                                 |

## Населення
Згідно з переписом УРСР 1989 року чисельність наявного населення сільської ради становила 2049 осіб, з яких 933 чоловіки та 1116 жінок.
За переписом населення України 2001 року в сільській раді мешкало 2412 осіб.

### Мова
Розподіл населення за рідною мовою за даними перепису 2001 року:
| Мова       | Відсоток |
| ---------- | -------- |
| українська | 94,65 %  |
| російська  | 4,61 %   |
| угорська   | 0,37 %   |
| молдовська | 0,12 %   |
| білоруська | 0,08 %   |
| польська   | 0,04 %   |